# Steingaden
Steingaden este o comună din landul Bavaria, Germania.

## Monumente
- Biserica Mănăstirii (Klosterkirche), monument de artă medievală
- Biserica din Wies, una dintre cele mai frumoase biserici germane în stil rococo, înscrisă în anul 1983 pe lista patrimoniului cultural mondial UNESCO.

## Galerie de imagini

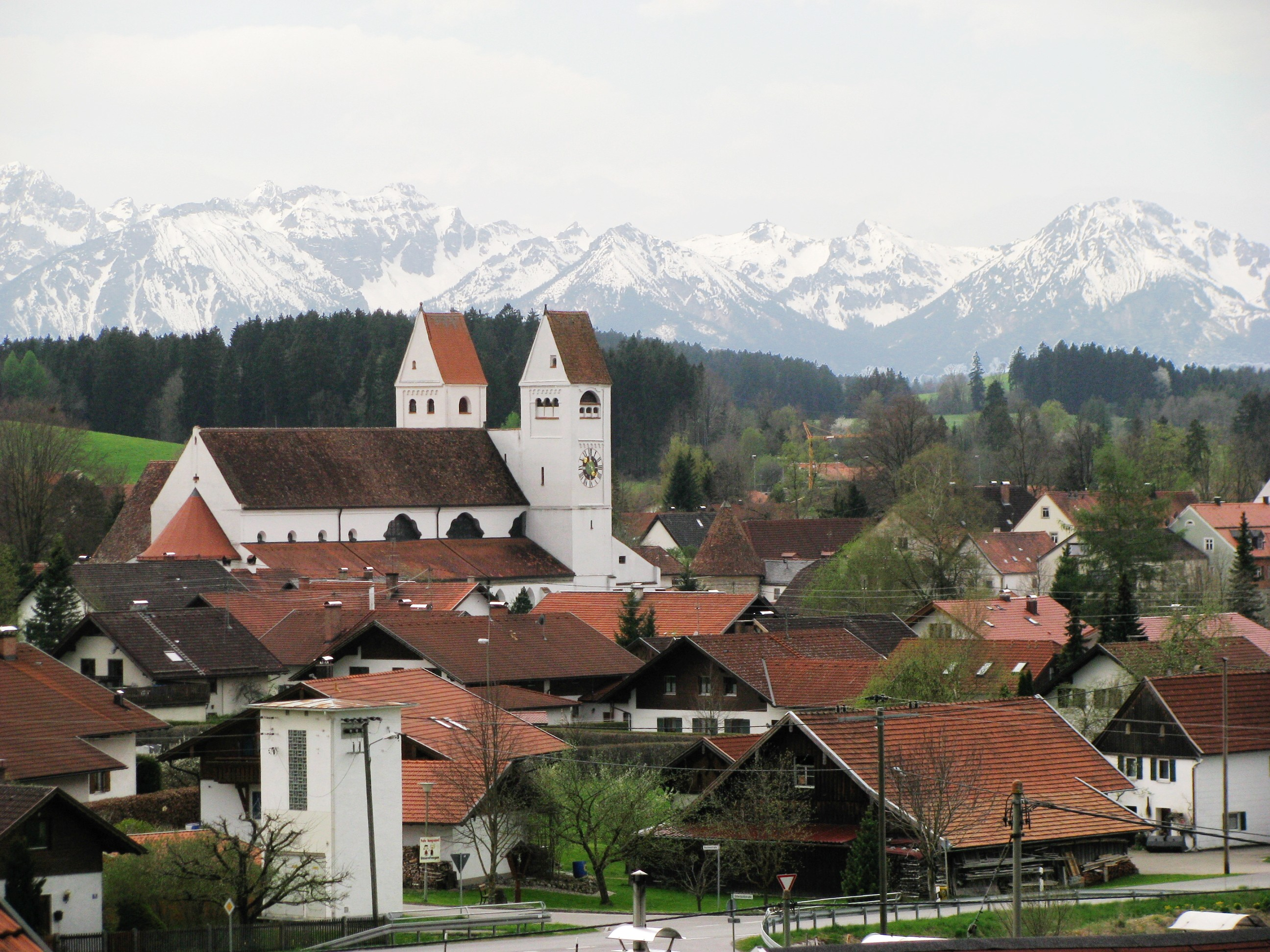
Biserica mănăstirii premonstratense (sec. al XII-lea)
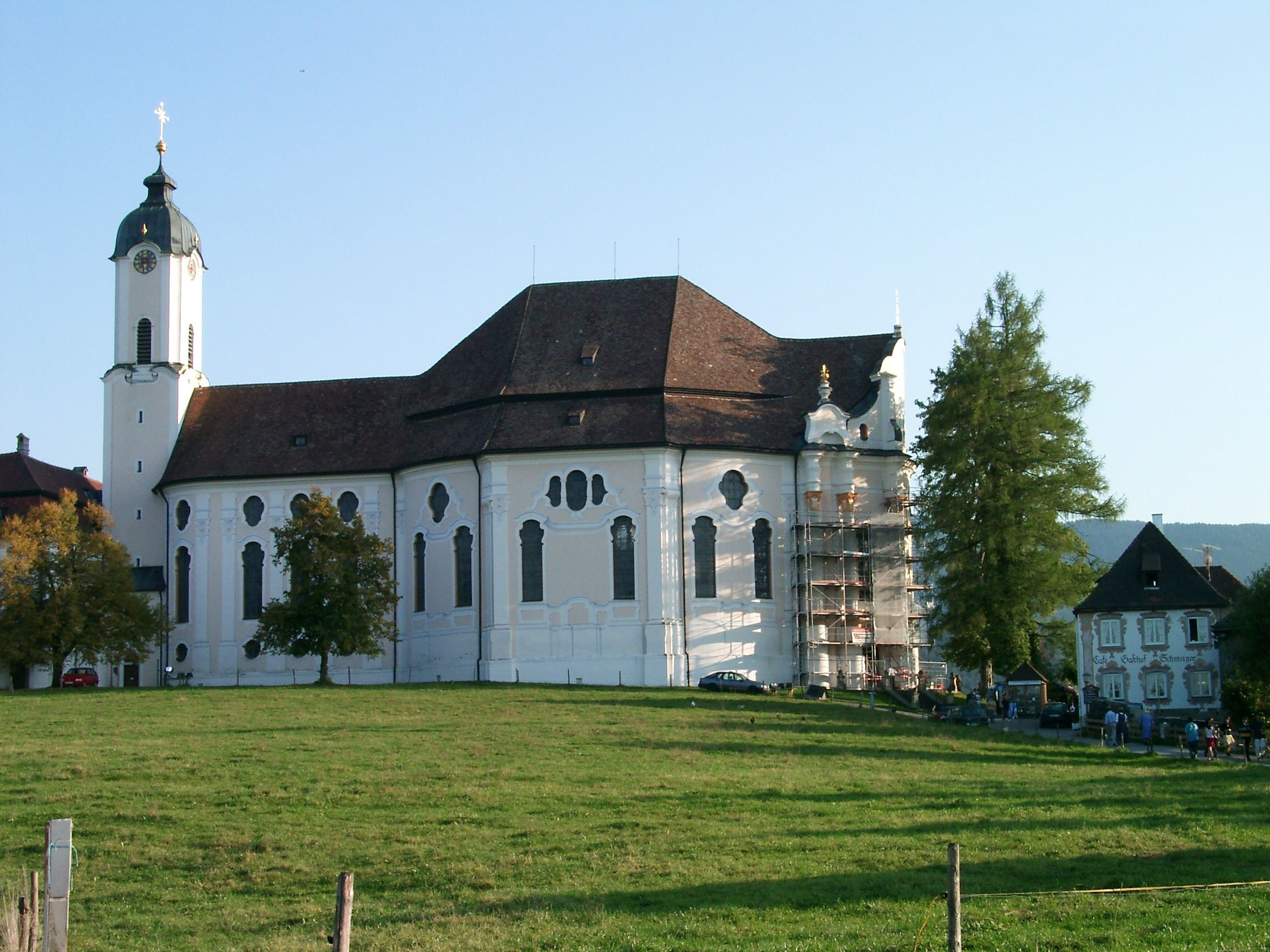
Biserica din Wies (sec. al XVIII-lea)
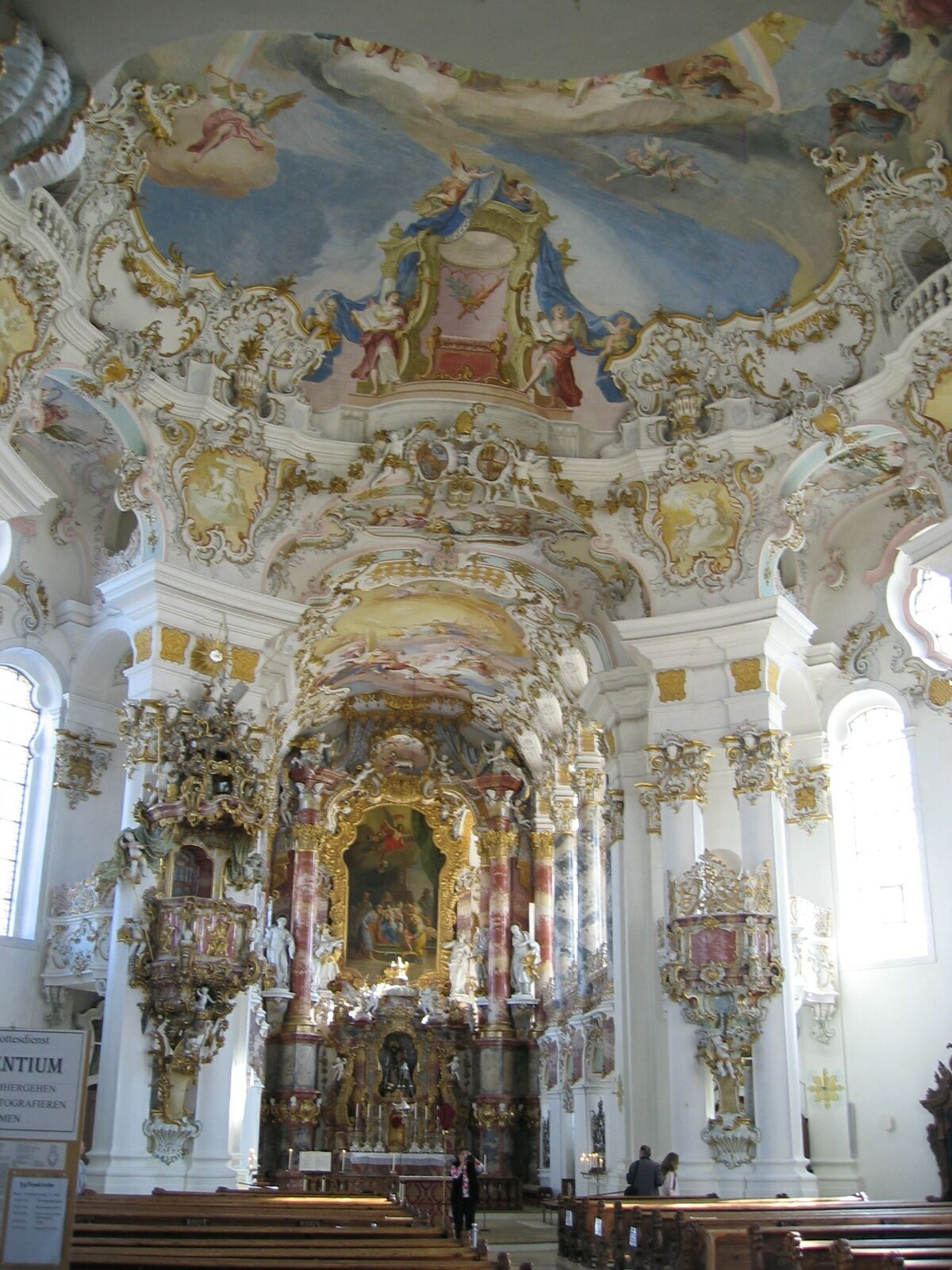
Biserica din Wies-Steingaden (interiorul)